# Bolsjaja Ipelka
De Bolsjaja Ipelka (Russisch: Большая Ипелька; "Grote Ipelka") is de benaming voor de caldera van een enorme vroegere schildvulkaan in het zuidelijk deel van het Russische schiereiland Kamtsjatka. De sterk door gletsjers geërodeerde vulkaan ontstond in het begin van het Pleistoceen en vormt het grootste vulkaancomplex van zuidelijke Kamtsjatka. Op de zuidoostelijke flank ligt een Holocene sintelkegel.
Ten oosten van het complex ligt de stratovulkaan Opala, die zich op dezelfde in oost-west verlopende tektonische breuklijn bevindt. Andere vulkanen rond de Bolsjaja Ipelka zijn de Moetnovski en de Asatsja.